# خان سنغي محمد أباد
خان سنغي محمد أباد (بالفارسية: کاروانسرای سنگی محمدآباد) هي خان تاريخية تعود إلى عصر الدولة السلجوقية، وتقع في مقاطعة قم.